# Martin Fritz (Kurator)
Martin Fritz (* 1963) ist ein österreichischer Kurator, Berater und Publizist. Von 2016 bis 2020 war er Rektor der Merz Akademie in Stuttgart.

## Werdegang
Fritz begann seine Tätigkeit als Organisator, Kurator und Projektleiter in den Bereichen bildende Kunst, Theater und Film u. a. als Produktionsleiter bei Projekten des „Sparverein die Unzertrennlichen“, Projektleiter der Festwochenprojekte „Der zerbrochene Spiegel“ und „Expanded Art“ sowie als Geschäftsführer des Kunstraum Wien. Von 1996 bis 2002 war Martin Fritz Director of Operations und Director of Program Planning für die Wiedereröffnung des P.S.1 Contemporary Art Center (heute MoMA P.S.1) in New York, Geschäftsführer des Kunstprojekts „In Between“ der Expo 2000 in Hannover und Generalkoordinator der europäischen Kunstbiennale Manifesta 4 in Frankfurt am Main. Martin Fritz war als Treasurer von 2001 bis 2007 Mitglied im Vorstand der International Foundation Manifesta und leitete von 2004 bis 2009 das Festival der Regionen, eine Schwerpunktveranstaltung für ortsspezifische Kunst und Kultur außerhalb der städtischen Zentren.
Von 2016 bis 2020 war er Rektor der Merz Akademie in Stuttgart. Von 2017 bis 2023 war er Vorsitzender des Württembergischen Kunstvereins Stuttgart.
Als Publizist und im Auftrag von Kunstinstitutionen und Künstlern widmet er sich Konzept-, Struktur- und Organisationsfragen, der ortsspezifischen Kunst, der Stadt- und Kulturentwicklung und der Kulturpolitik. 2011 kuratierte Martin Fritz die Ausstellung „Beziehungsarbeit – Kunst und Institution“ im Wiener Künstlerhaus. Im Sommer 2013 erschien der Essay „Humanismus, Pluralismus, Globalisierung“ zum Forschungsprojekt „60 Jahrzehnte Internationale Sommerakademie für bildende Kunst in Salzburg“. Ein weiteres Forschungsthema waren die „Museumsnutzungen in der Hofburg im 20. Jahrhundert“ in Wien.
Im September 2022 übernahm er die Position des Generalsekretärs der österreichischen UNESCO-Kommission. Für die Funktionsperiode 2023 bis 2028 wurde er Mitglied des Universitätsrates der JKU Linz.